# معسكر التاجي
معسكر التاجي (إيكاو: ORTI)، هو منشأة عسكرية عراقية وقاعدة جوية في منطقة ريفية حوالي 27 كيلومتر (17 ميل) شمال العاصمة بغداد في ناحية التاجي. تعرض المعسكر لقصف شديد خلال عملية ثعلب الصحراء في عهد صدام حسين حيث أصيب 13 موقعًا فيه خلال الضربات الجوية في كانون الأول/ديسمبر 1998. وبعد الاحتلال الأمريكي للعراق سنة 2003 اتخذها المحتلون الأمريكيون معسكراً، وسمّوها معسكر كوك، وفي سنة 2014 تمركزت في المعسكر قوات تحالف دولي، استجابة لطلب من الحكومة العراقية لتأييد وتقوية جهود الحكومة في مجابهة تنظيم الدولة (داعش)، وفي 23 آب سنة 2020 قالت قيادة العمليات المشتركة العراقية، إن القوات العراقية تسلمت موقعا في معسكر التاجي من قوات التحالف الدولي، وقال اللواء تحسين الخفاجي المتحدث باسم العمليات المشتركة، إن "قوات التحالف الدولي سلمت اليوم الموقع رقم 8 في معسكر التاجي للقوات العراقية كان يستخدم لتدريب وتجهيز وتأهيل الكوادر العراقية من قبل القوات الاسترالية والنيوزلندية والامريكية..الموقع سوف يخصص للقوات الأمنية العراقية لاستخدامه بعد اكتمال مهمة قوات التحالف الدولي...المواقع الأخرى سيتم تسليمها إلى الجانب العراقي وفق جدول زمني للتسليم".